# Elecciones parlamentarias de Gambia de 2017
Las elecciones parlamentarias de Gambia se llevaron a cabo el 6 de abril de 2017. Fueron las primeras elecciones democráticas celebradas después de la caída del gobierno autoritario de Yahya Jammeh, en enero de 2017, dando inicio a la administración de Adama Barrow. El Partido Democrático Unificado (UDP), partido al que pertenecía Barrow antes de presentarse como candidato de la Coalición Gambia ha Decidido, obtuvo mayoría absoluta con 31 de los 53 escaños electos. El Congreso Democrático de Gambia (GDC), de Mama Kandeh, el único partido aparte del oficialista que no había apoyado a Barrow en las elecciones presidenciales, obtuvo 5 escaños y fue el segundo partido más votado, con más del 17% de los sufragios, convirtiéndose en el principal partido de la oposición. El antiguo partido de Jammeh, la Alianza para la Reorientación y la Construcción Patriótica (APRC), sufrió un esperable declive perdiendo su antiguo dominio de la Asamblea Nacional y obteniendo la misma cantidad de escaños que el GDC, tan solo 5, siendo el tercer partido más votado con un 16%.
Estos comicios se realizaron en el tenso ambiente posterior a la intervención militar por parte de la Comunidad Económica de Estados de África Occidental (CEDEAO), para lograr la entrega pacífica y constitucional del poder al Presidente Yahya Jammeh. Estas elecciones se caracterizaron por la baja participación, de un 42.8%, un ligero aumento con respecto a las anteriores elecciones parlamentarias, pero un drástico descenso con respecto a las presidenciales que ganó Barrow (casi 60%). A pesar de estas anomalías, las elecciones se realizaron de forma pacífica y el resultado fue reconocido como válido por todos los partidos que participaron. La Unión Europea, Canadá, Noruega y Suiza, entre otros, enviaron observadores a Gambia el 3 de abril para asegurar la transparencia de las elecciones.

## Resultados
| Partido                                                                | Votos   | %     | Escaños | +/–   |
| ---------------------------------------------------------------------- | ------- | ----- | ------- | ----- |
| Partido Democrático Unificado                                          | 142,146 | 37.47 | 31      | Nuevo |
| Congreso Democrático de Gambia                                         | 65,938  | 17.38 | 5       | Nuevo |
| Alianza para la Reorientación y la Construcción Patriótica             | 60,331  | 15.91 | 5       | –38   |
| Organización Democrática Popular para la Independencia y el Socialismo | 33,894  | 8.94  | 4       | Nuevo |
| Partido de Reconciliación Nacional                                     | 23,755  | 6.26  | 5       | +4    |
| Partido Popular Progresista                                            | 9,503   | 2.51  | 2       | Nuevo |
| Congreso Moral de Gambia                                               | 4,458   | 1.18  | 0       | Nuevo |
| Partido Convención Nacional                                            | 1,773   | 0.47  | 0       | Nuevo |
| Partido Gambiano por la Democracia y el Progreso                       | 1,271   | 0.34  | 0       | Nuevo |
| Independientes                                                         | 36,251  | 9.56  | 1       | –3    |
| Total                                                                  | 379,320 | 100   | 53      | +5    |
| Votantes registrados/participación                                     | 886,578 | 42.78 | –       | –     |
| Fuente: IEC Archivado el 18 de abril de 2017 en Wayback Machine.       |         |       |         |       |